# 深川駅 (熊本県)
深川駅（ふかがわえき）は、かつて熊本県菊池市深川にあった熊本電気鉄道菊池線の駅（廃駅）である。

## 歴史
- 1913年（大正2年）3月15日 - 高江 - 隈府（後の菊池駅）間開業に伴い開業。
- 1986年（昭和61年）2月15日 - 御代志 - 菊池間廃止により廃駅となる。

## 駅構造
ホーム1面1線の地上駅で、簡易待合室があった。

## 駅周辺
- 菊池川
- トヨタカローラ
- ホンダカーズ
- ダイソー
- 菊池有働病院

## 廃止後の状況
菊池線廃止後は、駐輪所つきのバス停となった（画像）。

## 隣の駅
熊本電気鉄道
菊池線（廃止区間）
広瀬駅 - 深川駅 - 菊池駅